# Onofrio Avellino
Pour les articles homonymes, voir Avellino (homonymie).
 (juillet 2025).
Onofrio Avellino, né en 1674 à Naples (Campanie) et mort le 17 avril 1741 à Rome, est un peintre italien baroque de l'école napolitaine de la fin du XVIIe et du début du XVIIIe siècle.

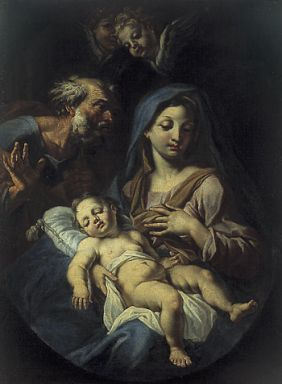
La Sainte Famille (huile sur toile)

## Biographie
Né à Naples, Onofrio Avellino meurt à Rome, où il a peint durant les vingt dernières années de sa vie. Au début, il se forme au contact de Luca Giordano. En 1692, il entre à l'atelier du Napolitain Francesco Solimena. Son frère aîné est le peintre renommé  Giulio Giacinto Avellino né en 1645. En 1718, il part pour Rome, où il est influencé par Carlo Maratta. Il réalise les fresques de la chapelle San Francesco di Paola ai Monti de Rome, ainsi qu'un retable de la Vie de saint Albert pour la basilique Santa Maria in Montesanto.